# Sawako Hata
Pour les articles homonymes, voir Hata.
Sawako Hata (秦佐和子, Hata Sawako), née le 14 septembre 1988 dans la préfecture d'Ōsaka au Japon, est une seiyū et chanteuse, idole japonaise ex-membre du groupe de J-pop SKE48. Elle fut graduée du groupe le 9 mars 2013.
En 2012, elle double l'une des héroïnes de la série anime AKB0048, et participe au groupe No Name créé dans le cadre de la série.

## Ludographie
- Azur Lane : Fiji
- BanG Dream! Girls Band Party! : Eve Wakamiya
- Caravan Stories (it) : Almimi
- Fire Emblem Heroes : Marianne
- Fire Emblem: Three Houses : Marianne von Edmund
- Fire Emblem Warriors: Three Hopes : Marianne von Edmund
- Revived Witch : La Crima